# Orés (kommunhuvudort)
Orés är en kommunhuvudort i Spanien.   Den ligger i provinsen Provincia de Zaragoza och regionen Aragonien, i den nordöstra delen av landet, 300 km nordost om huvudstaden Madrid. Orés ligger 631 meter över havet och antalet invånare är 103.
Terrängen runt Orés är kuperad åt sydost, men åt nordväst är den platt. Runt Orés är det mycket glesbefolkat, med 2 invånare per kvadratkilometer. Närmaste större samhälle är Biota, 15,4 km väster om Orés. 